# Salons Degermann
Les  salons Degermann  est un immeuble Art déco de la rue Buirette à Reims dans le département français de la Marne en région Grand Est.
Construit à partir de 1922, il a été inauguré le 26 mars 1923. Il doit son nom à Eugène Degermann, traiteur l'ayant fait ériger.

## Architecture et décoration
Construit pour M. Degermann par Charles Boesch, l'inauguration eut lieu le 13 novembre 1900. Les sculptures intérieures sont l'œuvre de Charles Wary. Ils sont bâtis à l'emplacement du Salon Besnard. Olympe Besnard était arrivé à Reims en 1825 pour participer à la décoration de la cathédrale lors du sacre de Charles X puis fut employé par le théâtre de Reims. En 1837 il avait fait construire et exploitait une salle rue Buirette. Ne parvenant pas à un accord avec Victor Besnard, Eugène Degermann rachète la salle et la fit détruire.
Ils sont grandement endommagés par la Grande Guerre, ils ouvrent de nouveau le 14 mai 1922. Les salons sont exploités par la famille jusqu'en 1970 par André, après leur cession ils sont rénovés en teintes gris et rose de l'origine. Ils sont de nouveau rénovés en 2015.

## Galerie d'images

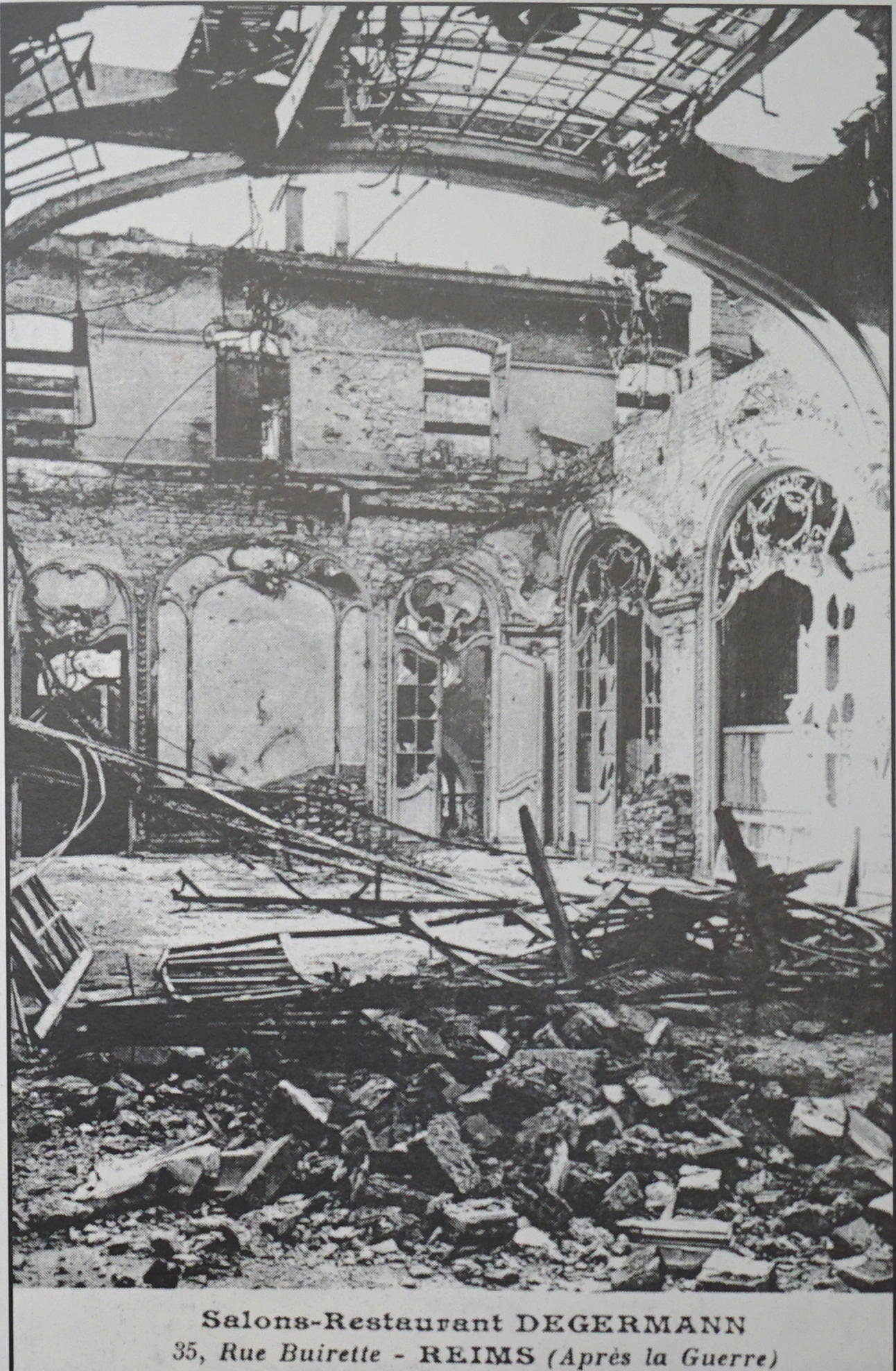
Dégâts de la Grande Guerre,
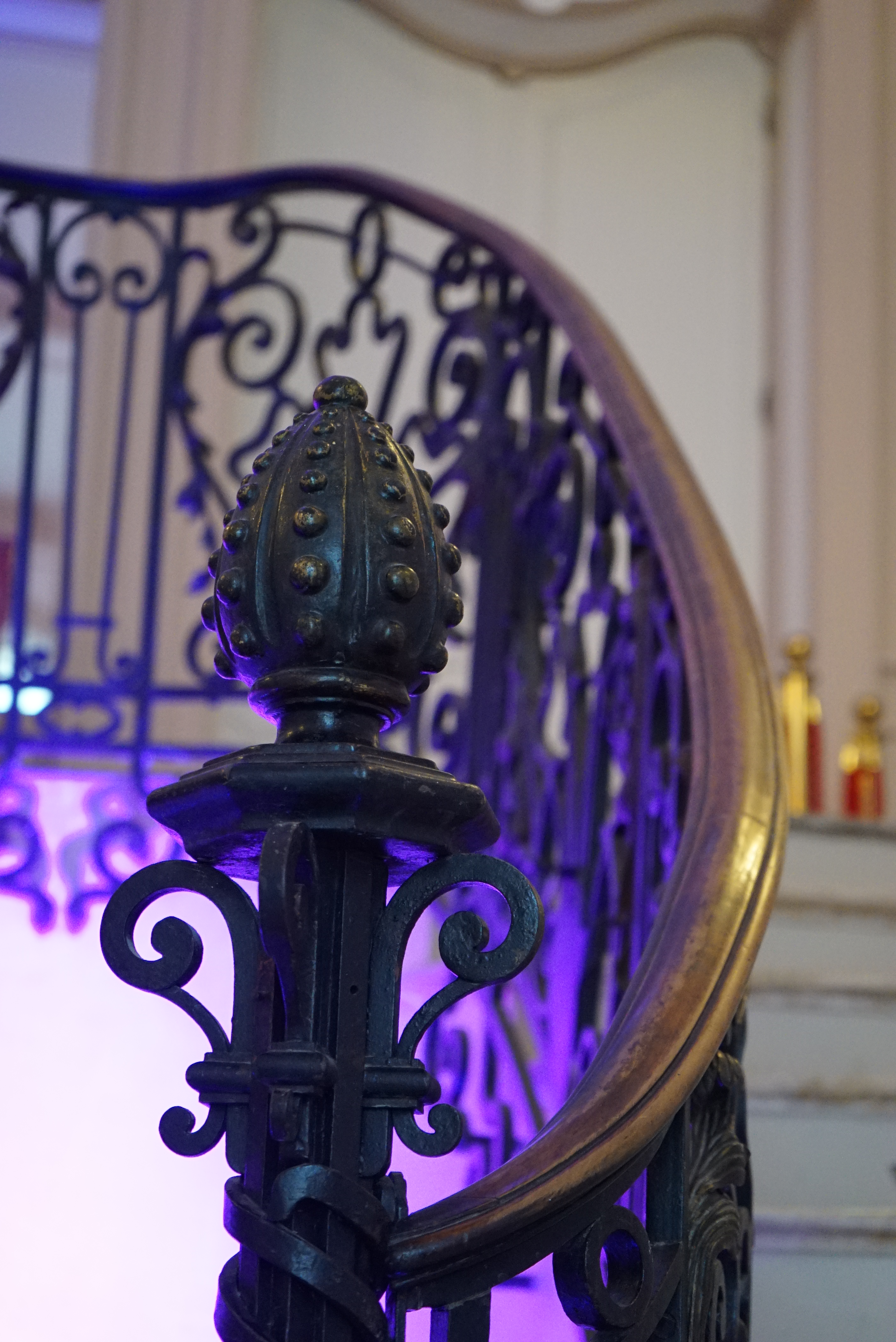
Pomme de pin en ferronnerie de l'escalier,
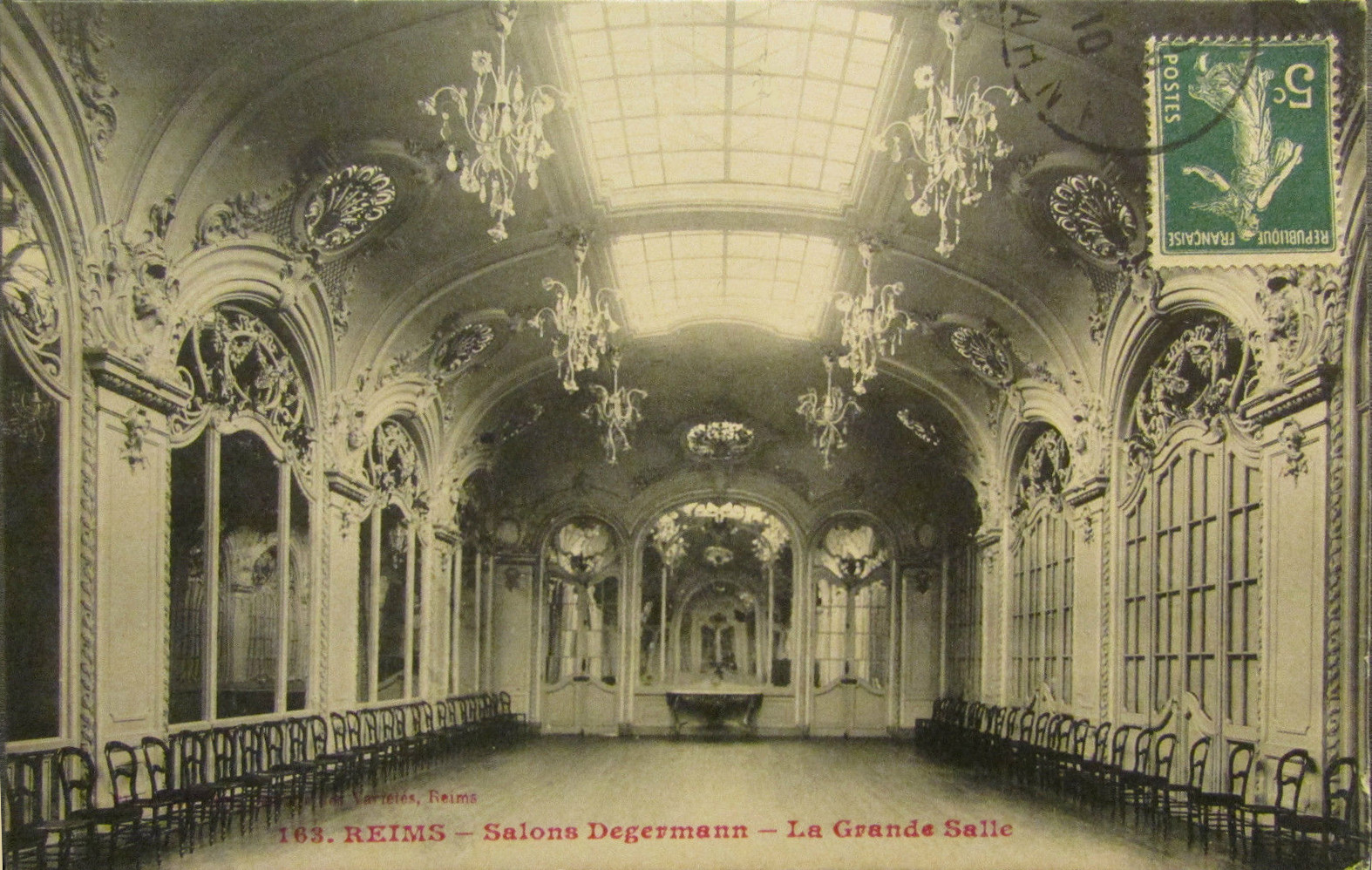
la salle début XXe,
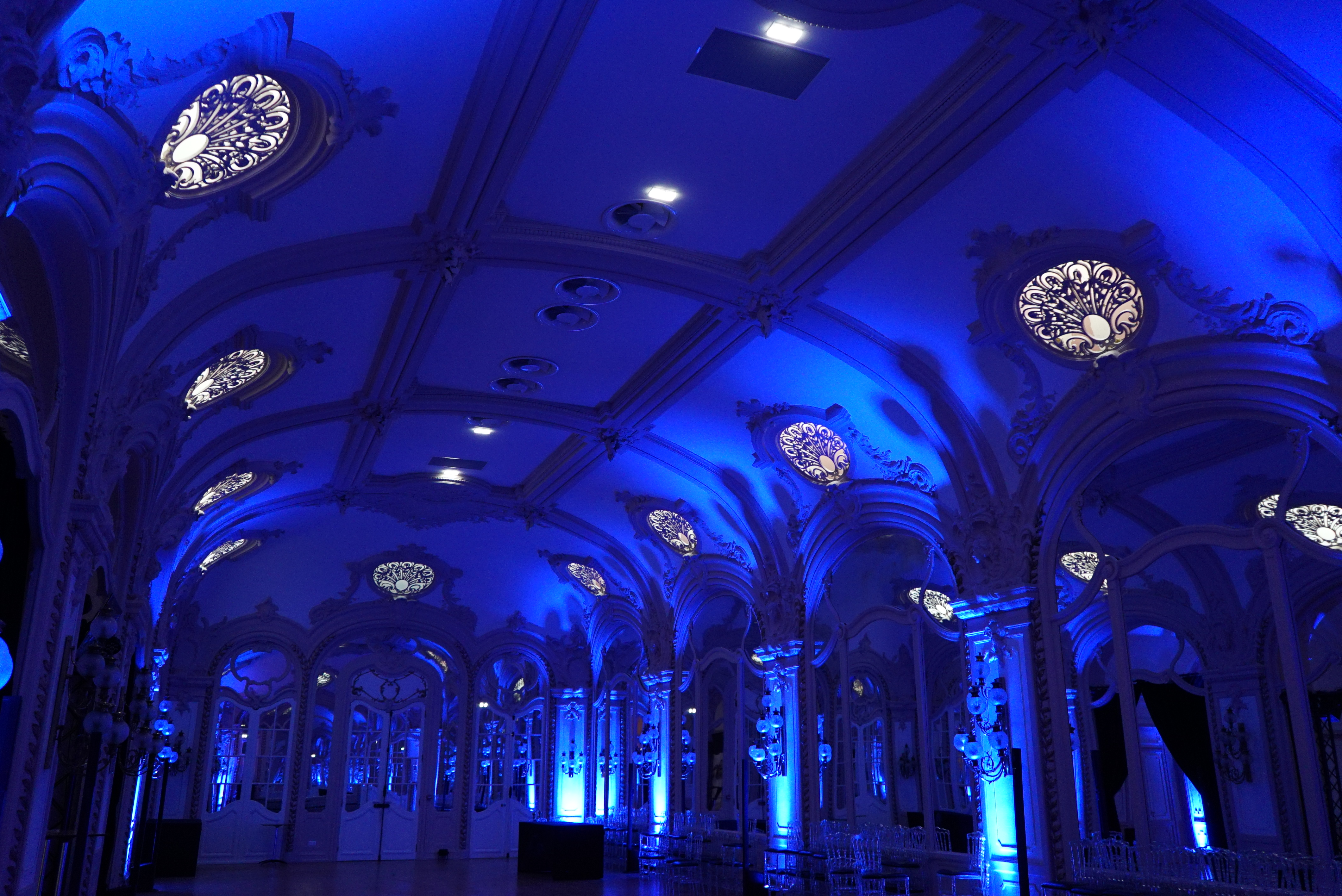
avec l'ambiance actuelle.